# Kora mózgu

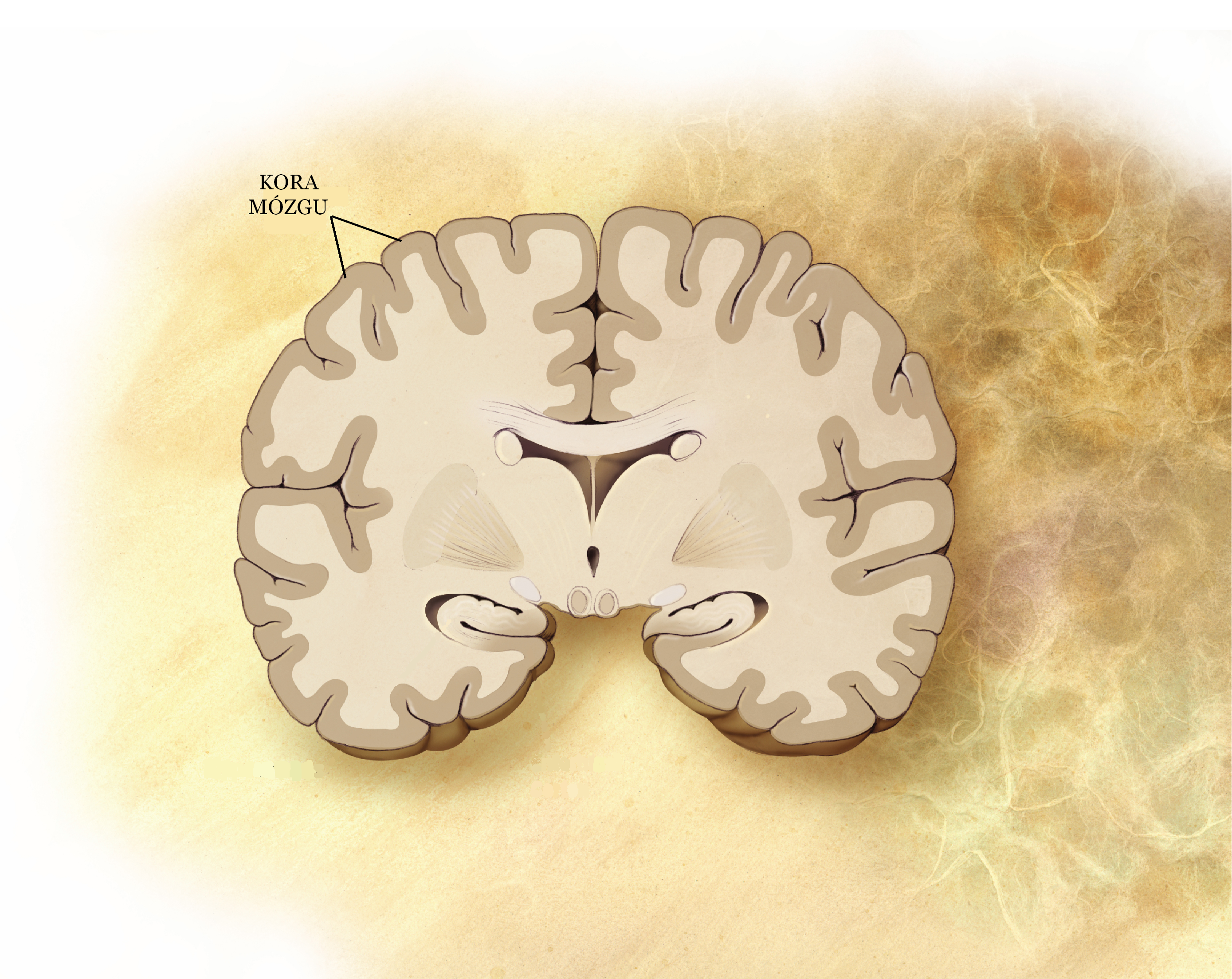
Schemat mózgu człowieka w przekroju czołowym. Rozciągającą się na powierzchni całego mózgu korę mózgu zaznaczono ciemniejszym kolorem.

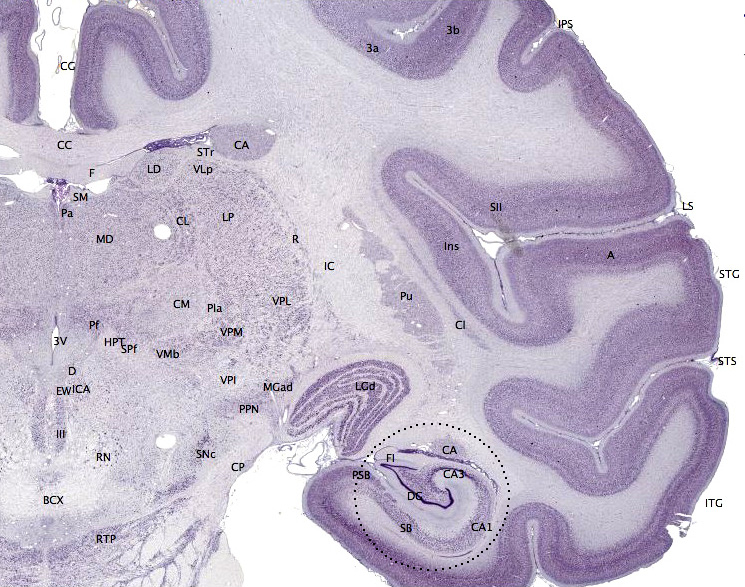
Przekrój przez mózg rezusa. Kora mózgu jest widoczna jako zewnętrzna, pokrywająca cały mózg, silnie pofałdowana struktura wybarwiona na ciemnofioletowo.

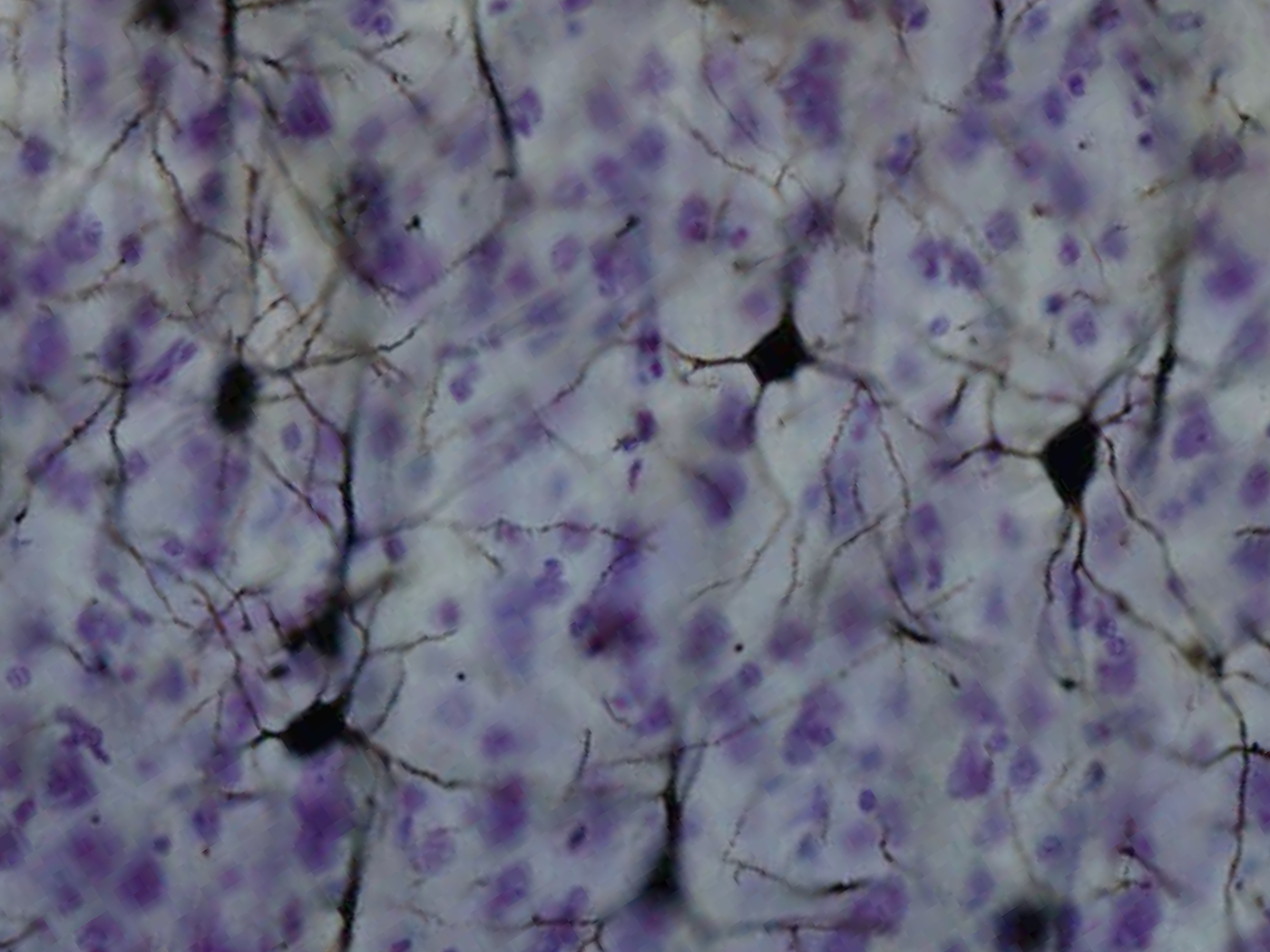
Głównym składnikiem kory mózgu są ciała komórek nerwowych. Na zdjęciu przedstawiono neurony kory mózgu makaka jawajskiego barwione metodą Golgiego.

Kora mózgu – najbardziej zewnętrzna struktura mózgu człowieka i niektórych innych grup kręgowców. Składa się z ciał komórek nerwowych (stanowi więc część istoty szarej układu nerwowego). Pokrywa obie półkule kresomózgowia. Charakteryzuje się warstwową budową. U człowieka i innych dużych ssaków powierzchnia kory jest silnie pofałdowana (pofałdowanie nastąpiło wskutek ewolucyjnego wzrostu liczby neuronów nowej kory w ograniczonej przestrzeni między mózgoczaszką i korą starą). U człowieka jej grubość wynosi 2–4 mm, a powierzchnia 2500 cm².
Filogenetycznie dzieli się na:
- korę nową (neocortex lub isocortex) składającą się z sześciu warstw, obecną wyłącznie u ssaków, zaangażowaną w odbieranie i przetwarzanie wrażeń zmysłowych, planowanie i wykonywanie ruchów dowolnych oraz procesy poznawcze (m.in. pamięć, myślenie, funkcje językowe);
- korę starą (archi- i paleocortex) składającą się z mniej niż sześciu warstw, obecną również u niższych grup kręgowców, tworzącą różne struktury układu limbicznego (m.in. hipokamp i węchomózgowie), który jest zaangażowany w procesy związane z emocjami, motywacją oraz w powstawanie niektórych rodzajów pamięci.

U wyższych ssaków (w tym człowieka) kora nowa stanowi znacząco większą część kory mózgu.

## Kora nowa

### Budowa warstwowa

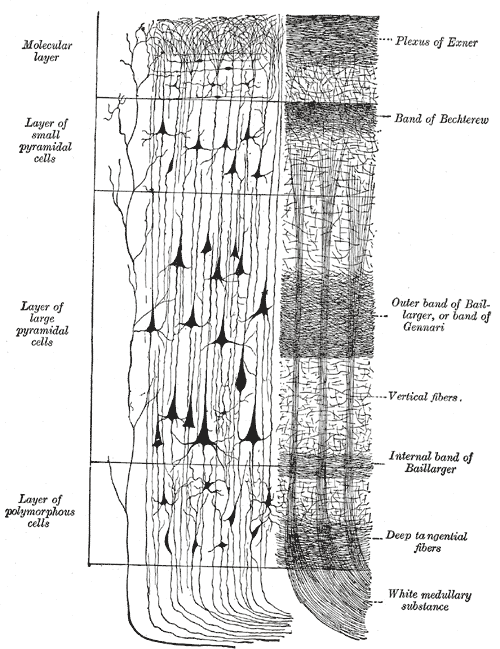
Schemat warstwowej budowy kory mózgowej człowieka. Po lewej przedstawione są ciała komórkowe neuronów kory mózgowej (uwidocznione dzięki barwieniu Nissla, po prawej dendryty i aksony (uwidocznione dzięki barwieniu Golgiego.

Kora nowa mózgu jest zbudowana z sześciu warstw, leżących równolegle do powierzchni mózgu. Poszczególne warstwy różnią się zawartością i rodzajem komórek nerwowych oraz połączeniami odbieranymi i wysyłanymi do innych struktur mózgu.
Warstwy mózgu numeruje się zazwyczaj cyframi rzymskimi I–VI, w kolejności od najbardziej zewnętrznej (leżącej tuż pod oponą miękką mózgu) do najbardziej wewnętrznej (graniczącej z istotą białą mózgu):
- warstwa I (drobinowa) – zawiera głównie aksony biegnące równolegle do powierzchni mózgu i nieliczne małe neurony (np. neurony gwiaździste)
- warstwa II (ziarnista zewnętrzna) – zawiera małe neurony piramidowe i liczne neurony gwiaździste
- warstwa III (piramidowa zewnętrzna) – zawiera małe i średnie neurony piramidowe oraz inne rodzaje neuronów
- warstwa IV (ziarnista wewnętrzna) – zawiera neurony gwiaździste i małe neurony piramidowe, dochodzi do niej większość zakończeń aksonów biegnących ze wzgórza
- warstwa V (piramidowa wewnętrzna) – zawiera duże neurony piramidowe (zwane w obrębie pierwszorzędowej kory ruchowej – pole 4 Brodmanna – komórkami Betza), których bardzo długie aksony biegną do struktur podkorowych oraz pnia mózgu i rdzenia kręgowego
- warstwa VI (komórek wielokształtnych) – zawiera neurony piramidowe oraz neurony wrzecionowate, których aksony biegną do wzgórza

W różnych obszarach funkcjonalnych kory mózgu poszczególne warstwy kory mogą mieć różną grubość, np. w korze czuciowej dobrze rozwinięta jest IV warstwa otrzymująca projekcję ze wzgórza, a w korze ruchowej dobrze rozwinięta jest warstwa V zawierająca olbrzymie neurony piramidowe zwane komórkami Betza, których aksony biegną do jąder ruchowych pnia mózgu i rdzenia kręgowego związanych z aktywnością ruchową.
W całej korze mózgu człowieka znajduje się ok. 10 mld komórek nerwowych, z czego ok. 60% stanowią neurony piramidowe.

### Podział cytoarchitektoniczny

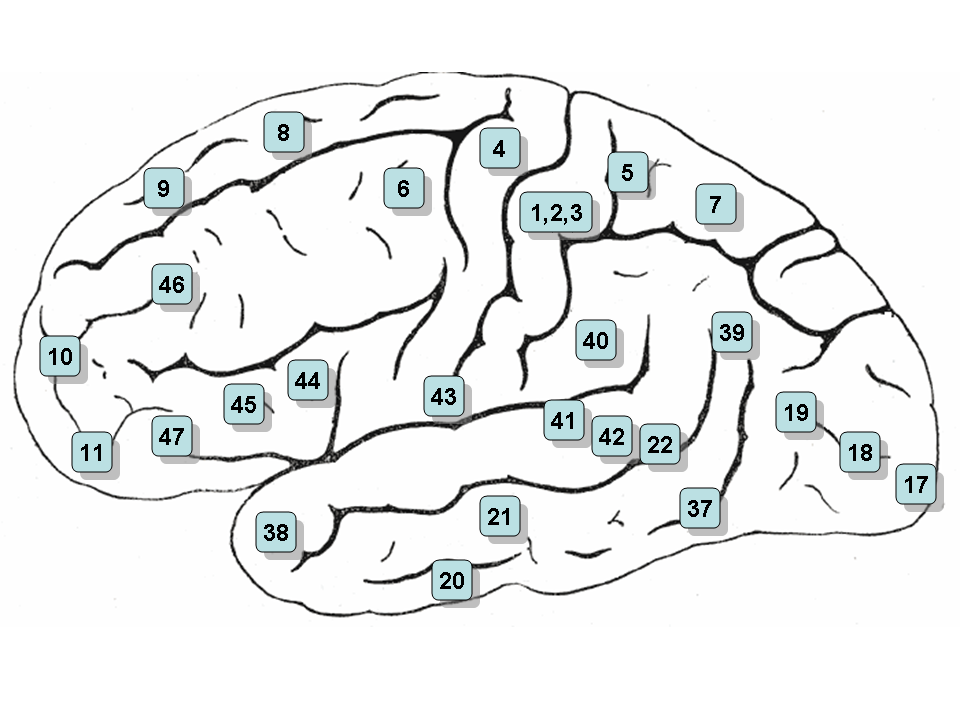
Pola Brodmanna na bocznej powierzchni mózgu.

Na początku XX wieku niemiecki neurolog Korbinian Brodmann podzielił powierzchnię kory mózgu na 52 obszary, które obecnie są określane jako pola Brodmanna. Podstawą wyróżnienia poszczególnych pól były różnice w ich cytoarchitekturze, czyli budowie komórkowej. 

W późniejszych czasach okazało się, że przedstawiony przez Brodmanna podział morfologiczny kory mózgu bardzo dobrze koresponduje z podziałem funkcjonalnym. Na przykład pole 4, wyróżnione ze względu na znajdujące się w jego obrębie olbrzymie neurony piramidowe (leżące w V warstwie) obecnie jest wyróżnianie jako pierwszorzędowa kora ruchowa mózgu odpowiadająca za kierowanie ruchami dowolnymi ciała. Z kolei pole 17, charakteryzujące się dobrze rozwiniętą IV warstwą z gęsto upakowanymi neuronami o niewielkich rozmiarach, obecnie jest wyróżniane jako pierwszorzędowa kora wzrokowa odpowiedzialna za przetwarzanie informacji wzrokowej.

### Podział funkcjonalny
Obszar kory mózgu można bardzo ogólnie podzielić na trzy podstawowe obszary: 
- obszar związany z odbieraniem i początkowym przetwarzaniem informacji zmysłowych (m.in. pierwszorzędowa kora czuciowa, pierwszorzędowa kora wzrokowa, pierwszorzędowa kora słuchowa)
- obszar związany z kontrolą czynności ruchowych (kora ruchowa)
- obszary asocjacyjne (m.in. drugo- i trzeciorzędowa kora wzrokowa, drugorzędowa kora czuciowa, kora przedczołowa, obszary związane z funkcjami językowymi: ośrodek Broki, ośrodek Wernickego)

Większość informacji zmysłowych jest przekazywana od odpowiednich receptorów do kory mózgu poprzez wzgórze. Ośrodki znajdujące się w określonej półkuli mózgu otrzymują informację zmysłową pochodzącą z przeciwnej strony ciała, np. kora czuciowa leżąca w lewej półkuli mózgu otrzymuje informacje od mechanoreceptorów leżących w prawej części ciała.

### Rozwój

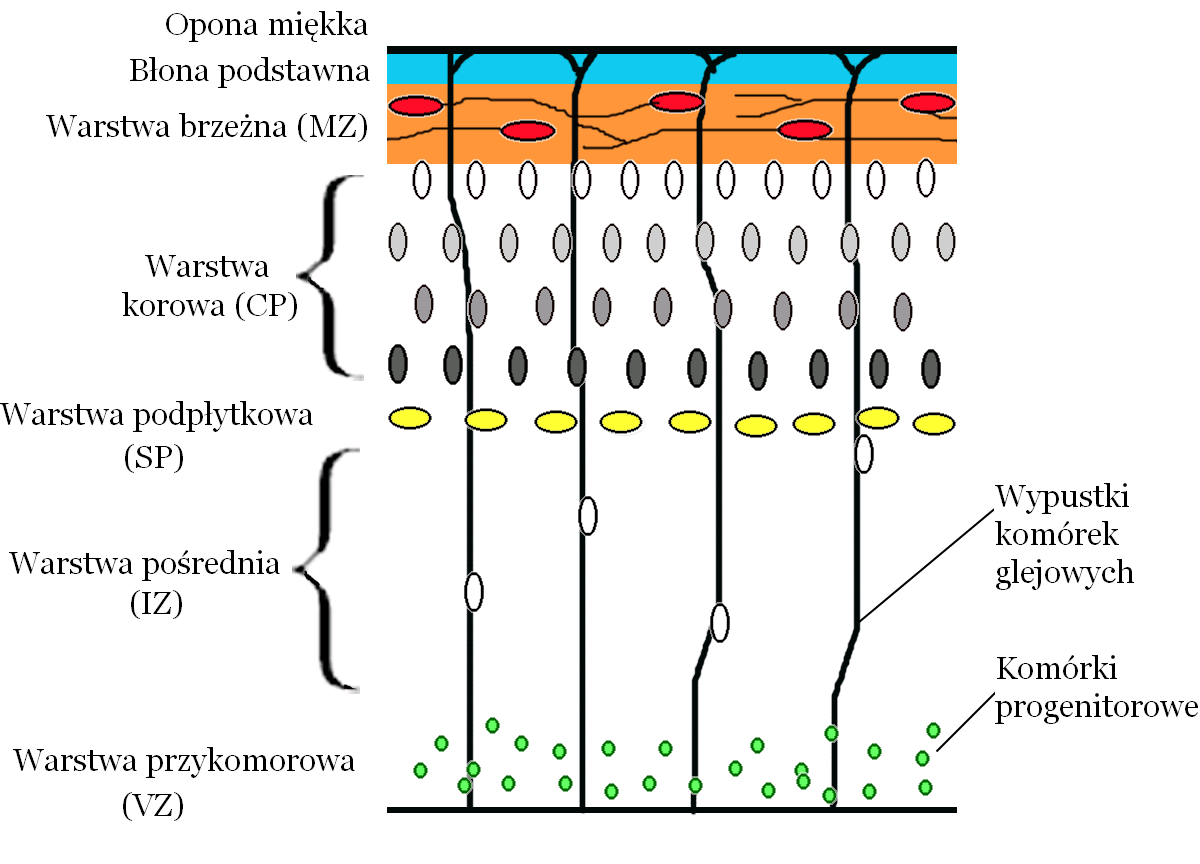
Schemat rozwoju kory mózgu myszy. Neurony powstające w wyniku podziałów neuronalnych komórek progenitorowych leżących w warstwie przykomorowej (VZ) migrują o górnych warstw wzdłuż wypustek komórek glejowych poprzez warstwę pośrednią (IZ).
W dalszych fazach neurogenezy z warstwy brzeżnej (MZ) rozwija się warstwa I kory mózgowej, natomiast z warstwy korowej (CP) rozwijają się warstwy II–VI. Warstwa pośrednia da początek podkorowej istocie białej, a warstwa przykomorowa przekształci się w wyściółkę komór mózgu.

Kora mózgu rozwija się ze ściany początkowego odcinka cewy nerwowej zwanego kresomózgowiem.
W szóstym tygodniu rozwoju zarodkowego człowieka następuje przekształcenie się ściany cewy nerwowej z jednowarstwowej do wielowarstwowej struktury. Jest to tzw. promieniste się kształtowanie cewy nerwowej. Na początku ściana cewy różnicuje się na dwie warstwy: wewnętrzną, przykomorową warstwę (VZ, ang. ventricular zone) oraz zewnętrzną, brzeżną warstwę (MZ, ang. marginal zone). W warstwie przykomorowej znajdują się komórki progenitorowe komórek nerwowych (ang. neural stem cells). W wyniku podziału komórki progenitorowej powstaje potomna komórka progenitorowa (która może dzielić się dalej) oraz komórka postmitotyczna (nieulegająca dalszym podziałom), którą może być komórka nerwowa lub glejowa. Pomiędzy warstwą brzeżną a okołokomorową tworzy się warstwa pośrednia (IZ, ang. intermediate zone), w której mieszczą się aksony wzrastających neuronów i z której później rozwinie się istota biała mózgu. Nowo powstające neurony migrują z warstwy przykomorowej ku górze (poruszając się ruchem ameboidalnym wzdłuż wypustek komórek glejowych) w uporządkowany sposób, tworząc tuż pod warstwą brzeżną tzw. pierwotną płytkę korową (PP). 
W wyniku dalszego namnażania się neuronów pierwotna płytka korowa dzieli się na górną warstwę korową (CP, ang. cortical plate) oraz dolną warstwę podpłytkową (SP, ang. subplate). W strefie podpłytkowej zachodzi intensywna synaptogeneza, czyli tworzenie połączeń z zakończeniami aksonów komórek neuronów z innych okolic kory lub ze struktur podkorowych. Po utworzeniu połączeń neurony wędrują wyżej do strefy korowej. Strefa podpłytkowa ma charakter przejściowy i neurony, które jej nie opuszczą ulegają apoptozie.

Warstwa brzeżna da początek warstwie I kory mózgowej, natomiast warstwa korowa da początek warstwom II–VI. Warstwa przykomorowa ulega przekształceniu w wyściółkę (ependymę) komór mózgu. W późniejszej fazie neurogenezy nad warstwą przykomorową powstaje warstwa okołokomorowa (SZ), w której proces powstawania neuronów utrzyma się przez całe dorosłe życie.